# Ciclo de cores
Um ciclo de cores, também conhecido como mudança de paleta ou animação de paleta, é uma técnica usada em computação gráfica na qual as cores são alteradas para dar a impressão de animação. Essa técnica foi usada nos primeiros videogames, pois armazenar uma imagem e alterar sua paleta requer menos memória e poder de processamento do que armazenar vários quadros de animação.

## Exemplos de uso

Recurso de ciclo de cores animado como no Fractint

- A tela de inicialização do Windows 9x usava ciclos de cores para fornecer animação.
- O protetor de tela de labirinto 3D incluído nas versões anteriores do Windows usava ciclos de cores para animar as quatro texturas fractais disponíveis.
- A Amiga Boing Ball alternava o padrão quadriculado da bola entre vermelho e branco para criar a ilusão de que ela estava girando. A mesma técnica foi usada por Sonic the Hedgehog 3 no Sega Genesis em suas fases bônus, que apresentavam uma esfera quadriculada rolante.
- O SimCity 2000 fez uso extensivo dessa técnica: cada edifício com animação tinha sua animação fornecida por ciclo de cores. Isso foi usado para fornecer efeitos como luzes piscando, água corrente, carros se movendo nas estradas e até mesmo quatro quadros de animação exibidos em uma pequena tela de cinema em um cinema drive-in.
- Muitos jogos de aventura usavam ciclos de cores para simular água em movimento, lava e efeitos semelhantes.
- Mickey Mania, no Sega Genesis, usou o ciclo de cores para simular o movimento do solo em uma seção pseudo-3D.[2]

## Abordagem
O ciclo de cores é alimentado pela alteração de cores específicas em uma paleta de cores que dá a ilusão de animação. Conforme Mark Ferrari:
| “ | No nível mais simples e básico, o ciclo de cores cria a ilusão de movimento animado, praticamente da mesma forma que as lâmpadas de uma marquise de teatro. Quando as lâmpadas de uma marquise de teatro acendem e apagam na sequência correta, PARECE que pequenos traços de luz estão se alternando ao redor do perímetro do letreiro. Mas, como todos sabemos, as lâmpadas individuais não se movem – apenas acendem e apagam em uma sequência coordenada que cria a ilusão de movimento. No ciclo de cores, cada pixel afetado na tela permanece completamente imóvel, como as lâmpadas da marquise, mas mudando de cor em uma sequência de loop – o que, em coordenação com todos os pixels adjacentes mudando de cor em suas próprias sequências de deslocamento, cria a ilusão de faixas de cor em movimento. | ” |
|   | — Mark J Ferrari. |   |